# Pjotr Michailowitsch Gawrilow
Pjotr Michailowitsch Gawrilow (russisch Пётр Михайлович Гаврилов; * 17. Junijul. / 30. Juni 1900greg. in Alwidowo, Gouvernement Kasan, heute im Rajon Pestrezy, Republik Tatarstan; † 26. Januar 1979 in Krasnodar) war der Kommandierende des 44. Schützenregiments der 42. Schützendivision (1. Aufstellung) der Roten Arbeiter- und Bauernarmee (RKKA), das im Juni 1941 in der Brester Festung stationiert war. Seit dem 22. Juni 1941 und bis zu seiner Gefangennahme (möglicherweise am 23. Juli 1941) gehörte er zu den Verteidigern der Festung gegen die deutschen Truppen. In seiner Dienstzeit von 1918 bis 1947 erreichte er den Dienstgrad eines Majors der Infanterie. Vom Tag seiner Gefangennahme bis zu seiner Befreiung durch amerikanische Truppen im Mai 1945 war er in deutscher Gefangenschaft. 1957 wurde er als Held der Sowjetunion für seine Rolle beim Kampf um die Brester Festung (1941) ausgezeichnet.

## Leben

### Bis zum 22. Juni 1941
Pjotr Gawrilow stammte aus einer Bauernfamilie und gehörte zu den Keräschen (eine Gruppe der ethnischen Tataren, die nicht Moslems, sondern orthodoxe Christen sind). Er hatte früh seinen Vater verloren und musste sein Brot auch im Kindesalter hart erarbeiten. Mit 15 Jahren zog er nach Kasan. Im Frühjahr 1918 tritt er freiwillig der Roten Armee bei, kämpfte an der Ostfront gegen Koltschak, später im Nordkaukasus gegen Denikin. Nach dem Ende des Bürgerkrieges blieb er bei der Armee. Seit 1922 war er Mitglied der KPdSU(B).
Im September 1925 absolvierte er die Infanterieschule in Wladikawkas, heiratete hier und adoptierte einen Waisenjungen. 1939 absolvierte Major Gawrilow die Frunse-Militärakademie und wurde zum Kommandeur des 44. Schützenregiments. Sein Regiment gehörte zu den Einheiten, die im Sowjetisch-Finnischen Krieg 1939–1940 eingesetzt wurden. Seit Mai 1941 war das 44. Schützenregiment in Brest stationiert. Im Juni 1941 sprach er offen über den möglichen deutschen Angriff, deswegen wurde er vor eine Parteikommission zitiert. Die Kommissionssitzung sollte am 27. Juni 1941 stattfinden.

### Verteidigung der Brester Festung und Jahre der Gefangenschaft
Doch es kam nicht mehr dazu. Am 22. Juni 1941 erfolgte der Angriff des Deutschen Reiches auf die Sowjetunion. Die grenznah gelegene Brester Festung wurde sofort zum Schlachtfeld. Major Gawrilow versuchte, die in der Festung eingekesselten Einheiten seines Regiments hinauszuführen. Als es ihm nicht gelang, da die Festung bereits umstellt war, übernahm er die Führung über die Soldaten des 1. Bataillons seines Regiments sowie über kleinere vereinzelte Einheiten aus den 333. und 125. Schützenregimentern. Er kämpfte an den Erdwällen in der Nähe des Nord-Tores (in der sogenannten Kobryner-Befestigung, die ihren Namen nach dem Nachbarstädtchen Kobryn bekam) und später im sogenannten „Ostfort“ (tatsächlich ein Reduit), wohin sich seit dem 24. Juni mehrere hundert Verteidiger der Kobryner-Befestigung zurückgezogen hatten. Insgesamt befehligte Major Gawrilow Ende Juni 1941 etwa 400 Mann und hatte zwei Flakgeschütze, ein Paar 45-mm-Geschütze und ein Vierling-Fla-MG zur Verfügung. Die Verteidiger des Ostforts leisteten erbitterten Widerstand, der erst am 29. Juni 1941 nach einer Bombardierung mit mehreren 500-kg-Bomben und einer 1800-kg-Bombe gebrochen wurde. Obwohl auf einer Parteiversammlung am Morgen des 29. Juni einstimmig beschlossen worden war, dass alle bis zum Tod kämpfen sollten und eine Kapitulation kategorisch ausgeschlossen worden war, schickte Gawrilow fast alle seine Leute in die Gefangenschaft. Er selbst jedoch blieb zusammen mit etwa einem Dutzend weiterer Männer im zerstörten Ostfort, um seinen Kampf fortzusetzen.
Nach eigenen Angaben geriet Gawrilow schwer verwundet und ausgehungert erst am 23. Juli 1941, dem 32. Tag des Krieges, in Gefangenschaft. Tatsächlich hat es an diesem Tag einen Zwischenfall mit mehreren Verletzten und der Gefangennahme eines sowjetischen Kommandeurs im Nordteil der Festung gegeben, jedoch geht aus den deutschen Quellen nicht der Name des Gefangenen hervor. Zuerst wurde er im Kriegsgefangenenlager 'Juschnyj gorodok' in Brest untergebracht. Die Ärzte unter den Kriegsgefangenen erklärten, er habe Typhus, und hielten ihn in der Hospitalbaracke versteckt, wo er mehr Nahrung und auch mehr Zuwendung bekam, als es sonst in einem Kriegsgefangenenlager für Rotarmisten üblich war. Dies rettete ihm das Leben. Später war er zwischenzeitlich im KZ Ravensbrück und bis Mai 1945 im Kriegsgefangenenlager Hammelburg inhaftiert. Über seine Befreiung schweigt sich Gawrilow in seinen veröffentlichten Schriften aus. Er wurde von US-Truppen befreit, was ihm als Makel in seiner Biographie hätte ausgelegt werden können.

### Nachkriegszeit
Nach der Befreiung wurde Major Pjotr Gawrilow wieder seinem Dienstgrad entsprechend in der Armee eingesetzt. Allerdings wurde ihm die Wiederherstellung seiner Mitgliedschaft bei der KPdSU(B) zunächst verwehrt, da sein Parteibuch verloren gegangen war – oder er als ehemaliger Kriegsgefangener in der Partei nicht mehr erwünscht war. Außerdem blieb seine Suche nach der Familie erfolglos. Weil viele Offiziersfamilien der Garnison Brest während der Besatzungszeit 1941–1944 exekutiert wurden, erklärte man ihm, auch seine Familie sei höchstwahrscheinlich tot.
Seit Herbst 1945 diente er als Leiter eines sibirischen Lagers für japanische Kriegsgefangene. 1947 quittierte er den Armeedienst und siedelte mit seiner zweiten Frau nach Krasnodar über.
Im Jahr 1956 besuchte der sowjetische Schriftsteller und Journalist Sergei Smirnow Gawrilow in Krasnodar und interviewte ihn über seine Erlebnisse während des Krieges. Zu großen Teilen auf Grundlage dieser Gespräche verfasste Smirnow das Buch „Die Brester Festung“ (russisch Брестская крепость), das 1957 erschien. Aufgrund von Smirnows Publikationen in Zeitungen und seinen Auftritten im Radio wurde 1956 die Mitgliedschaft von P. M. Gawrilow in der Kommunistischen Partei wiederhergestellt. Einige Monate später, am 30. Januar 1957, erhielt er für seinen Mut und die mustergültige Ausführung der Soldatenpflicht bei der Verteidigung der Brester Festung die höchste Auszeichnung der Sowjetunion, den Titel Held der Sowjetunion mit der zugehörigen Medaille Goldener Stern sowie den Leninorden verliehen.
1956 bekam Pjotr Gawrilow die Nachricht, dass seine Familie, die er seit dem 22. Juni 1941 nicht mehr gesehen hatte, den Krieg doch überlebt hat. Allerdings war seine erste Frau bereits schwer krank und starb kurze Zeit später.
Gawrilow verfasste Erinnerungen an die Kämpfe um die Brester Festung, die in Zeitungen und dem Sammelband „Geroičeskaja Oborona“ (1961, 1963, 1965, 1971) veröffentlicht wurden, sowie das Buch „Sražaetsja krepost'“ (dt.: Es kämpft die Festung). In diesen Schriften ging er allerdings sehr liberal mit den Tatsachen um, übertrieb die Erfolge der Verteidiger der Brester Festung im Kampf gegen die Deutschen und verschwieg das Thema Kriegsgefangenschaft, so weit es ihm nur möglich war.
In den 1960er und 1970er Jahren lebte er in Krasnodar und starb dort 1979. Bestattet wurde er neben seinen Kriegskameraden in Brest.

## Werke
- Sražaetsja krepost (Сражается крепость). Krasnodar: Krasnodarskoe knižnoe izdatel'stvo, 1975. 94 S. (2. erweiterte Ausgabe, Krasnodar: Krasnodarskoe knižnoe izdatel'stvo, 1980. 142 S.)